# 齐门苏普拉
齐门苏普拉（德語：Zimmernsupra）是德国图林根州的市镇，隶属于哥达县。总面积为7.45平方千米，截至2023年12月31日总人口为326人。